# Krestju Christow
Krestju Christow (bulgarisch Крестю Христов, englisch Krestyu Khristov; * 5. April 1945) ist ein ehemaliger bulgarischer Sprinter, der sich auf die 400-Meter-Distanz spezialisiert hat.

## Sportliche Laufbahn
Erste internationale Erfahrungen sammelte Krestju Christow vermutlich im Jahr 1970, als er bei den Balkanspielen in Bukarest mit der bulgarischen 4-mal-400-Meter-Staffel in 3:10,1 min die Bronzemedaille hinter den Teams aus Jugoslawien und Griechenland gewann. Im Jahr darauf gewann er mit der Staffel bei den Halleneuropameisterschaften in Sofia in 3:15,6 min gemeinsam mit Alexandar Janew, Alexandar Popow und Jordan Todorow die Bronzemedaille hinter den Teams aus Polen und der Sowjetunion und schied über 400 Meter mit 49,0 s in der ersten Runde aus. 1972 gewann er bei den Balkanspielen in Izmir mit der Staffel in 3:08,8 min erneut die Bronzemedaille mit der Staffel hinter Jugoslawien und Griechenland und trat daraufhin nicht mehr international in Erscheinung.
In den Jahren von 1970 bis 1972 wurde Christow bulgarischer Meister im 400-Meter-Lauf.